# Венгеровское сельское поселение (Белгородская область)
Венге́ровское се́льское поселе́ние — муниципальное образование в Ракитянском районе Белгородской области.
Административный центр — село Венгеровка.

## Географические данные
Сельское поселение находится в северной части Ракитянского района и граничит:
- с Центральным сельским поселением (на юге),
- с Зинаидинским сельским поселением (на юго-западе),
- с Вышнепенским сельским поселением (на западе),
- с Дмитриевским сельским поселением (на юге),
- с городским поселением «Посёлок Ракитное» (на юго-западе),
- с Ивнянским районом (на севере),
- с Яковлевским районом (на востоке).

## История
Венгеровский сельсовет образован 30 июля 1928 года (с 6 февраля 1997 года — сельский округ).
20 декабря 2004 года в соответствии с Законом Белгородской области № 159 образовано Венгеровское сельское поселение.

## Население
| 2010  | 2011  | 2012  | 2013  | 2014  | 2015  | 2016  | 2017  | 2018  |
| ----- | ----- | ----- | ----- | ----- | ----- | ----- | ----- | ----- |
| 1938  | ↗1942 | ↘1929 | ↘1925 | ↘1907 | ↗1920 | ↘1899 | ↘1897 | ↘1858 |
| 2019  | 2020  | 2021  |       |       |       |       |       |       |
| ↘1850 | ↗1869 | ↘1797 |       |       |       |       |       |       |

## Состав сельского поселения
В состав сельского поселения входят 9 населённых пунктов:
| № | Населённый пункт | Тип населённого пункта       | Население |
| - | ---------------- | ---------------------------- | --------- |
| 1 | Александровка    | село                         | ↘262      |
| 2 | Большая Хрущевка | хутор                        | ↘28       |
| 3 | Венгеровка       | село, административный центр | ↘829      |
| 4 | Донцов           | хутор                        | ↘52       |
| 5 | Меловое          | село                         | ↘504      |
| 6 | Новозинаидинский | хутор                        | ↘0        |
| 7 | Первомайский     | хутор                        | ↘18       |
| 8 | Псковское        | село                         | ↘245      |
| 9 | Раздол           | хутор                        | →0        |

Распоряжением правительства РФ от 15.06.2019 г. № 1302-р хутор Александровка-Первая переименован в Донцов.